# Держави без виходу до моря

Країни без виходу до моря позначені зеленим

Держава без виходу до моря — це країна, яка не має прямого доступу до відкритого моря чи океану. Сьогодні існує 44 держави, кордони яких не мають виходу до Світового океану. Найбільша кількість таких держав розташовані у Африці (16 держав) та у Європі (14 держав). Кількість країн у Азії, що не мають виходу до моря, становить 12 держав, у Південній Америці — 2. На території Північної Америки та Австралії немає держав, що не мають виходу до Світового океану.
2 держави, що не мають виходу до моря, а саме Узбекистан та Ліхтенштейн, межують виключно з країнами, що також не мають виходу в Світовий океан. Три держави повністю оточено територією однією держави: Сан-Марино та Ватикан межують лише з Італією, Лесото — лише з ПАР. 8 держав повністю оточено територією двох держав: Монголія, Непал, Бутан, Свазіленд, Ліхтенштейн, Андорра та Молдова.
Ефіопія, у якій проживає 112 млн жителів (2020), є найбільшою по населенню з держав, що не мають виходу до Світового океану, також понад 20 млн осіб проживають у Непалі (27,6 млн осіб), Уганді (27,3 млн осіб) та Узбекистані (26,8 млн осіб). Найбільшою за площею з держав, що не межують зі Світовим океаном, є Казахстан (2,7 млн км²); територію більше 1 млн км² мають також Монголія (1,5 млн км²), Чад (1,3 млн км²), Нігер (1,3 млн км²), Ефіопія (1,1 млн км²), Болівія (1,1 млн км²).
Україна межує з чотирма країнами, що не мають виходу до Світового океану: Угорщиною, Молдовою, Словаччиною та Білоруссю.

## Права країн на доступ до відкритого моря
Згідно з міжнародним правом (Конвенція ООН з морського права 1982 року, частина X), внутрішньоконтинентальні країни мають право на доступ до моря. Це право реалізується шляхом укладання спеціальних угод між зацікавленими державами, що не мають виходу до моря, та державами транзиту. Внутрішньоконтинентальні країни можуть мати морські судна під своїм прапором, що базуються у іноземних портах (наприклад, морські судна Чехії використовують порт Щеціна на підставі договору з Польщею).
У відкритому морі внутрішньоконтинентальні країни користуються всіма правами на рівних підставах з країнами, що маєть прямий вихід до Світового океану: зокрема, вони мають право здійснювати судноплавство, рибальство, польоти літальних апаратів, прокладати підводні кабелі та трубопроводи.

## Список країн
| Країна                           | Площа (км²) | Континент        |
| -------------------------------- | ----------- | ---------------- |
| Афганістан                       | 647500      | Азія             |
| Андорра                          | 468         | Європа           |
| Вірменія                         | 29743       | Азія             |
| Австрія                          | 83871       | Європа           |
| Азербайджан [a]                  | 86600       | Азія             |
| Білорусь                         | 207600      | Європа           |
| Болівія                          | 38394       | Південна Америка |
| Ботсвана                         | 1098581     | Африка           |
| Буркіна-Фасо                     | 582000      | Африка           |
| Бурунді                          | 274222      | Африка           |
| Бутан                            | 27834       | Азія             |
| Центральноафриканська Республіка | 622984      | Африка           |
| Чад                              | 1284000     | Африка           |
| Чехія                            | 78867       | Європа           |
| Ефіопія                          | 1104300     | Африка           |
| Угорщина                         | 93028       | Європа           |
| Казахстан [a] [b]                | 2724900     | Азія             |
| Косово [c]                       | 10908       | Європа           |
| Киргизстан                       | 199951      | Азія             |
| Лаос                             | 236800      | Азія             |
| Лесото [d]                       | 30355       | Африка           |
| Ліхтенштейн                      | 160         | Європа           |
| Люксембург                       | 2586        | Європа           |
| Північна Македонія               | 25713       | Європа           |
| Малаві                           | 118484      | Африка           |
| Малі                             | 1240192     | Африка           |
| Молдова                          | 33846       | Європа           |
| Монголія                         | 1564100     | Азія             |
| Непал                            | 147181      | Азія             |
| Нігер                            | 1267000     | Африка           |
| Парагвай                         | 406752      | Південна Америка |
| Південний Судан                  | 644329      | Африка           |
| Руанда                           | 26338       | Африка           |
| Сан-Марино [d]                   | 61          | Європа           |
| Сербія                           | 88361       | Європа           |
| Словаччина                       | 49035       | Європа           |
| Есватіні                         | 17364       | Африка           |
| Швейцарія                        | 41284       | Європа           |
| Таджикистан                      | 143100      | Азія             |
| Туркменістан [a]                 | 488100      | Азія             |
| Уганда                           | 241038      | Африка           |
| Узбекистан [b]                   | 447400      | Азія             |
| Ватикан [d]                      | 0.44        | Європа           |
| Замбія                           | 752612      | Африка           |
| Зімбабве                         | 390757      | Африка           |

a  має вихід до Каспійського моря — водоймища, що не має природного виходу в світовий океан
b  має вихід до Аральського моря — водоймища, що не має природного виходу в світовий океан
c   країна має часткове міжнародне визнання
d  межує тільки з однією країною